# Noppigt barkskinn
Noppigt barkskinn (Dendrothele griseocana) är en svampart som först beskrevs av Giacopo Bresàdola, och fick sitt nu gällande namn av Bourdot & Galzin 1913. Enligt Catalogue of Life ingår Noppigt barkskinn i släktet Dendrothele,  och familjen Corticiaceae, men enligt Dyntaxa är tillhörigheten istället släktet Dendrothele,  och familjen Lachnellaceae. Arten är reproducerande i Sverige. Inga underarter finns listade i Catalogue of Life.